# Xã Houston, Quận Perry, Arkansas
Xã Houston (tiếng Anh: Houston Township) là một xã thuộc quận Perry, tiểu bang Arkansas, Hoa Kỳ. Năm 2010, dân số của xã này là 838 người.